# Niousha Noor
Niousha Noor (en persa: نيوشا نور‎ ) es una actriz iraní-estadounidense.

## Carrera
Noor ha aparecido en numerosos programas de televisión y películas, incluido el papel de Donya en Here and Now de HBO. En 2020, Noor protagonizó junto a Shahab Hosseini el thriller psicológico de IFC The Night, que hizo historia como la primera película producida en Estados Unidos en recibir una licencia para su estreno en cines en Irán desde la revolución de 1979. Su interpretación de Neda obtuvo elogios generalizados de la crítica.
En septiembre de 2021, Noor fue anunciado como miembro principal del elenco de la serie Caleidoscopio de Netflix, como un agente del FBI que investiga un atraco por parte de un equipo liderado por el personaje de Giancarlo Esposito. Poco después de la producción de Kaleidoscope, Noor fue elegido como uno de los personajes principales de The Persian Version de Maryam Keshavarz, que tuvo su estreno mundial en el Festival de Cine de Sundance en 2023, compitiendo en la categoría dramática de EE. UU.

## Filmografía

### Películas
| Año  | Título              | Papel       | Director         | Notes        |
| ---- | ------------------- | ----------- | ---------------- | ------------ |
| 2020 | The Night           | Neda Naderi | Kourosh Ahari    |              |
| 2020 | Foreign             | Sheila      | Shayan Ebrahim   | Cortometraje |
| 2023 | The Persian Version | Shireen     | Maryam Keshavarz |              |

### Televisión
| Año       | Título              | Papel            | Notas                                                |
| --------- | ------------------- | ---------------- | ---------------------------------------------------- |
| 2015–2017 | Stitchers           | Dra. Anna Barmal | Episodios: "Fire in the Hole" y "Just the Two of Us" |
| 2018      | Here and Now        | Donya            | Recurrente (7 episodios)                             |
| 2022      | The Accidental Wolf |                  | Episodio: "3.2"                                      |
| 2023      | Caleidoscopio       | Nazan Abbasi     | Recurrente (7 episodios)                             |
| 2023      | 9-1-1: Lone Star    | Fara Karim       | Episodio: "Swipe Left"                               |